# Philodromus medius
Philodromus medius là một loài nhện trong họ Philodromidae.
Loài này thuộc chi Philodromus. Philodromus medius được Octavius Pickard-Cambridge miêu tả năm 1872.